# 828
828 (DCCCXXVIII) var ett skottår som började en onsdag i den julianska kalendern.

## Händelser

### Okänt datum
- Rajputerna har nu helt befriat Sindh från muslimerna.
- Koptisk revolt bryter ut i Egypten.

## Födda
- Ad-Dinawari, kurdisk botaniker, historiker, geograf, astronom och matematiker.

## Avlidna
- Al-Asma'i, arabisk filolog.